# Gecarcinus ruricola
Gecarcinus ruricola är en kräftdjursart som först beskrevs av Carl von Linné 1758.  Gecarcinus ruricola ingår i släktet Gecarcinus och familjen Gecarcinidae. Inga underarter finns listade i Catalogue of Life.

## Bildgalleri

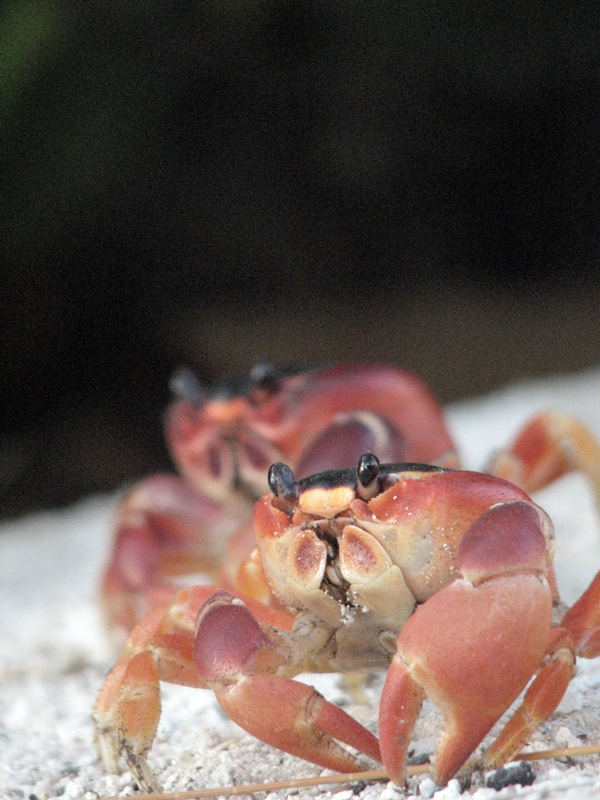
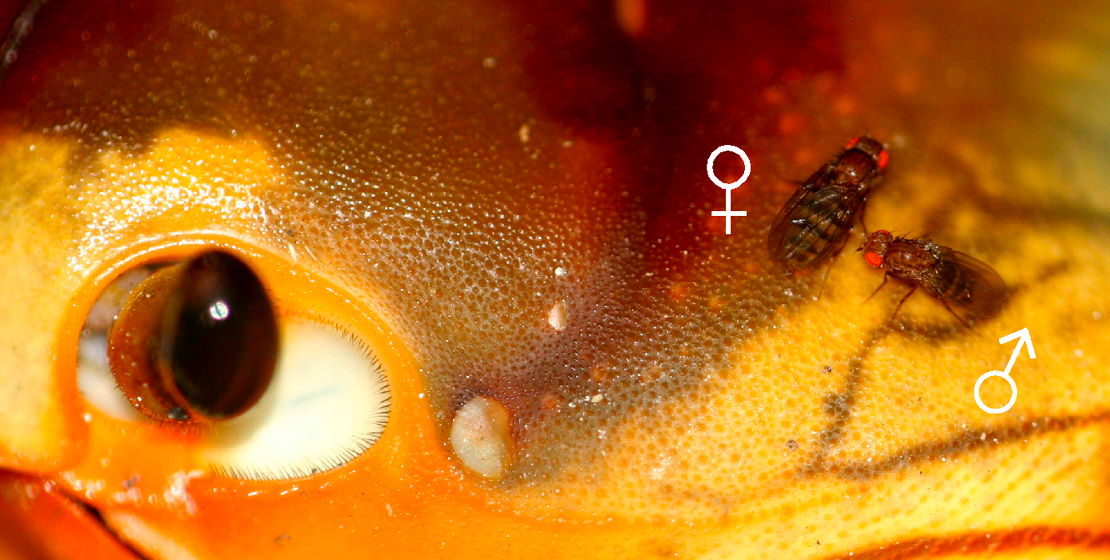
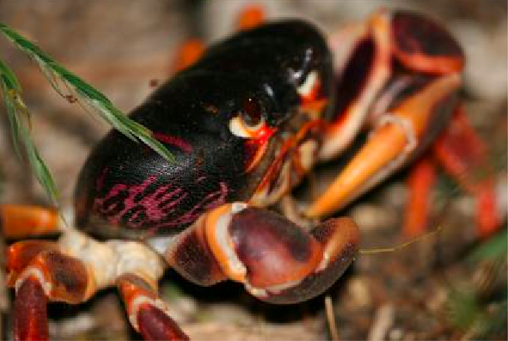